# 일본의 기후

일본 내에서의 쾨펜의 기후 구분의 분포도이다. 1981년에서 2016년 사이의 기간을 근거하여 산출된다. 대체적으로 보면 규슈, 혼슈의 남서~남동부 이형 지대는 Cfa가 있고 일부는 Cwa와 Cfb를 띄며 도쿄도를 기준으로 하여 그 이북의 도호쿠 지방에서부터는 Dfa로 바뀌고 홋카이도는 Dfb, 일부 산간 지역은 Dfc를 띈다. 그 외에도 내륙부 일부 지역은 대한민국, 조선민주주의인민공화국과 비슷하게 Dwa, Dwb를 띈다. 후지산 같은 고산 지대는 아예 EF 기후를 띈다.

일본의 기후(일본어: 日本の気候, 日本-氣候)는 일본의 기후를 말한다.

## 개요
| 일본의 기후 | 일본의 기후   | 일본의 기후   | 일본의 기후   | 일본의 기후   | 일본의 기후  | 일본의 기후  | 일본의 기후  | 일본의 기후  | 일본의 기후  | 일본의 기후  | 일본의 기후   | 일본의 기후   | 일본의 기후     |
| 월 | 1월           | 2월           | 3월           | 4월           | 5월          | 6월          | 7월          | 8월          | 9월          | 10월         | 11월          | 12월          | 연간            |
| --- | ------------- | ------------- | ------------- | ------------- | ------------ | ------------ | ------------ | ------------ | ------------ | ------------ | ------------- | ------------- | --------------- |
| 역대 최고 기온 °C (°F) | 29.7 (85.5)   | 29.1 (84.4)   | 30.4 (86.7)   | 33.7 (92.7)   | 39.5 (103.1) | 39.8 (103.6) | 41.1 (106.0) | 41.0 (105.8) | 39.7 (103.5) | 36.0 (96.8)  | 34.2 (93.6)   | 31.6 (88.9)   | 41.1 (106.0)    |
| 일평균 최고 기온 °C (°F) | 7.5 (45.5)    | 7.9 (46.2)    | 11 (52)       | 16.5 (61.7)   | 20.7 (69.3)  | 23.6 (74.5)  | 27.2 (81.0)  | 28.7 (83.7)  | 25.3 (77.5)  | 20.4 (68.7)  | 15.2 (59.4)   | 10.1 (50.2)   | 17.6 (63.7)     |
| 일일 평균 기온 °C (°F) | 3.9 (39.0)    | 4.3 (39.7)    | 7.1 (44.8)    | 12.2 (54.0)   | 16.4 (61.5)  | 20.1 (68.2)  | 23.8 (74.8)  | 25.1 (77.2)  | 21.7 (71.1)  | 16.3 (61.3)  | 11.2 (52.2)   | 6.5 (43.7)    | 13.9 (57.0)     |
| 일평균 최저 기온 °C (°F) | 0.3 (32.5)    | 0.6 (33.1)    | 3.2 (37.8)    | 7.9 (46.2)    | 12.2 (54.0)  | 16.6 (61.9)  | 20.6 (69.1)  | 21.6 (70.9)  | 18.2 (64.8)  | 12.3 (54.1)  | 7.3 (45.1)    | 2.8 (37.0)    | 10.1 (50.2)     |
| 역대 최저 기온 °C (°F) | −41.0 (−41.8) | −38.3 (−36.9) | −35.2 (−31.4) | −27.8 (−18.0) | −18.9 (−2.0) | −13.1 (8.4)  | −6.9 (19.6)  | −4.3 (24.3)  | −10.8 (12.6) | −19.5 (−3.1) | −28.1 (−18.6) | −34.2 (−29.6) | −41.0 (−41.8)   |
| 평균 강수량 mm (인치) | 87.7 (3.45)   | 85.2 (3.35)   | 111.8 (4.40)  | 135.1 (5.32)  | 154.7 (6.09) | 214.3 (8.44) | 184 (7.2)    | 166.3 (6.55) | 204.9 (8.07) | 152.5 (6.00) | 108.6 (4.28)  | 89.4 (3.52)   | 1,716.6 (67.58) |
| 출처 1: (연간 극값)(1월의 극값)(2월의 극값)(3월의 극값)(4월의 극값)(5월의 극값)(6월의 극값)(7월의 극값)(8월의 극값)(9월의 극값)(10월의 극값)(11월의 극값)(12월의 극값)                                                                                 |               |               |               |               |              |              |              |              |              |              |               |               |                 |
| 출처 2: (그 외의 기록상 평균 기온은 일본 자국 내에서의 209개의 도시마다 평균 최고 기온을 가지고 있고, 평균 최저 및 최고 기온은 208개의 도시를, 강수량은 185개의 도시 평균이다. 하나의 민간 기업에서 분석되어 있는 점을 가지고 있으니 주의가 필요하다.) |               |               |               |               |              |              |              |              |              |              |               |               |                 |

국토가 남북으로 긴 모양이기 때문에 냉대 기후부터 열대 기후까지 지역에 따라 차이가 크다. 혼슈(일부 지역 제외), 규슈, 시코쿠, 난세이 제도(일부 지역 제외) 등 대부분은 온대 기후에 속한다. 그 외에 홋카이도와 혼슈의 고원지대는 냉대 기후, 가잔 열도·미나미토리섬·오키노토리섬·야에야마 제도·다라마섬·오키다이토섬은 열대 기후에 속한다. 쿠로시오 해류 등으로 인해 계절에 따른 여러 기단의 영향을 받아 난세이 제도의 일부를 제외한 대부분의 지역은 계절에 따라 변화가 크다. 일본의 기후는 중앙을 가르는 산악지대를 경계로 하여 태평양에 접하는 지역과 동해와 맞닿은 지역의 차이가 크다.
겨울은 시베리아 기단에서 차가운 북서계절풍이 강하게 분다. 이 계절풍과 대마난류의 영향으로 동해와 맞닿은 지역은 눈이 내리거나 흐린 날이 많다. 니가타현이나 호쿠리쿠 지방에서 동해와 맞닿은 산간 지역은 매년 적설량이 2~3m 정도가 되어, 세계적인 폭설 지역으로 알려져 있다. 한편 비그늘이 되는 태평양쪽은 맑고 건조한 날이 계속된다. 또한 때때로 강한 저기압으로 인해 악천후가 이어지기도 한다.
봄과 가을은 계절풍의 영향이 약하고 고기압이나 저기압에 의해 주기적으로 날씨가 바뀐다. 특히 저기압이나 전선의 이동에 따라 단계적으로 기온이 바뀌어 계절이 바뀐다.
5월 하순에서 7월 하순에 걸쳐 남쪽에서부터 '장마'가 시작된다. 1개월 정도 계속되는 장마가 끝나면 북태평양 고기압에 의해 안정적인 맑은 날씨가 이어지는 여름이 된다. 더운 날에는 내륙을 중심으로 기온이 상승하여 대개 30°C을 넘고, 습도는 70% 이상이 되는 것이 일반적으로, 그 더위는 건조한 기후의 인도나 중동에서의 30°C와는 비교할 수 없을 정도로 체력을 소모시킨다. 하지만, 이 더위로 인해 일본의 북쪽에서도 벼농사가 가능하고, 높은 습도에 따른 소나기로 인해 여름에도 강수량이 유지되어 농사에 도움을 주는 등 긍정적인 영향을 주는 면도 있다.
매년 9월이 되면 북쪽에서부터 '가을 장마'가 시작된다. 이와 동시에 본토에서는 태풍의 계절이 된다. (난세이 제도에서는 6월부터가 그러하다.)
고온다습한 날씨와 태풍의 출몰로 인해 일본의 전통적인 가택은 방을 벽으로 나누지 않고, 통풍을 좋게 해두었다. 후스마나 쇼지는 떼어낼 수 있도록 하여 바닥(마루)을 높게 해서 다다미를 깔아둔 것도 이런 기후에 대처하기 위한 방법이었다. 하지만 1960년대에서 고도 성장기를 경계로 위와 같은 집은 사라지고 있다. 절과 콘크리트로 만든 집이나 사무실에서 냉난방을 하게 되고, 특히 도시에서는 그것이 당연시 되고 있다. 이런 주택 환경의 변화에 도시 집중화가 진행되어 도쿄, 요코하마 등 대도시에는 심각한 도시 열섬이라는 국지적인 온난화도 문제가 되고 있다.

## 같이 보기
- 일본의 지리